# Radio Puisaleine
Radio Puisaleine est une radio française locale émettant sur l'est du département de l'Oise, le sud du département de l'Aisne et le sud-est du département de la Somme. Elle commença ses émissions au lieu-dit Maison Rouge à la ferme de Puisaleine. Aujourd'hui, elle a emménagé dans les locaux de Radio Pholie (interdite en 1992) au 827 route de Bailly à Carlepont (Oise), éditée par l'association "Animation et culture de Carlepont".
La directrice de la station est Edwige Dhenin. 30 animateurs bénévoles font vivre la radio. La radio est adhérente de la fédération Léo Lagrange Picardie via l'association "Les amis de Puisaleine". 

## Histoire
- En 1983 une quinzaine de personnes se mobilisent autour de Jacky Dhenin qui propose une idée un peu folle, celle de créer une radio libre dans le village de Carlepont.

- Le 7 avril 1983, Le journal officiel officialise la création à la sous-préfecture de Compiègne de l’association "Animation et culture de Carlepont" dont l’objet est l’information, la communication, la création et l’éveil. Cette association a comme objectif la création d’une radio libre.

- Le 17 juin 1983 à 19h le président de la station Jacky Dhenin lance officiellement Radio Puisaleine.

## Pourquoi ce nom
En 1983, Le nom de "Puisaleine" est choisi car  les studios sont proches de Carlepont au lieu-dit Maison Rouge à la ferme de Puisaleine

## Programmation
La programmation musicale est en grande partie française et francophone de 1920 à nos jours. La radio joue également la proximité avec ses auditeurs. On y trouve également un traitement de l'information locale et nationale. Les autres thématiques musicales ne sont pas oubliées sur la grille des programmes.

## Film-documentaire
La radio a été suivie par le réalisateur belge Valéry Rosier qui explique qu'un jour de 2010 : « Je rendais visite à mes parents, installés à Saint-Pierre-lès-Bitry, près d'Attichy, à la limite de l'Oise et de l'Aisne, et j'entendais fréquemment cette radio. Elle m'intriguait. Un jour de février 2010, j'ai pris contact avec le président Jacky Dhenin pour lui soumettre l'idée d'un documentaire », un documentaire qui laisse parler ses auditeurs, ses animateurs, un document sans narration. Le document témoigne du rapport entre les auditeurs et leur radio.
Ce film a reçu de nombreux prix :
- Fipa d'or 2013 du meilleur documentaire pour Silence radio
- Prix Télérama au Fipa 2013 pour Silence radio
- Prix Mitrani au Fipa 2013 pour Silence radio

Ce film-document a été diffusé en avant-première à Radio Puisaleine le 11 mars à 14h30. Diffusion régionale et nationale sur France 3 Picardie le samedi 16 mars 2013 à 15h20.

## Liste des fréquences FM
| Secteur   | Fréquence | Site diffusion                          | Ville diffusion | Puissance | Diffuseur        | Journal Officiel        |
| --------- | --------- | --------------------------------------- | --------------- | --------- | ---------------- | ----------------------- |
| Noyon     | 100,9 MHz | 827 route Bailly                        | Carlepont       | 1 kW      | Radio Puisaleine | 2012-PA-19 Annexe N° II |
| Compiègne | 92,5 MHz  | lieudit Mont d'Huette rue de Jonquières | Jonquières      | 1 kW      | Towercast        | 2012-PA-19 Annexe N° I  |
| Soissons  | 99,1 MHz  | Les Voyots Meunier Noir                 | Leury           | 1 kW      | TDF              | 2008-940                |

## Autres diffusions
Radio Puisaleine est disponible dans l'offre "Webradios" de la "Freebox Révolution".